# تریبی (اکلاهما)
تریبی(به انگلیسی: Tribbey) شهری در ایالت اکلاهما کشور ایالات متحده آمریکا است که جمعیت آن در سرشماری سال ۲۰۱۰ میلادی، ۳۹۱ نفر بوده‌است.